# Supercoppa italiana 2000
Supercoppa italiana 2000 byl třináctý ročník soutěže o trofej Supercoppa italiana, tedy o italský fotbalový Superpohár. Střetly se v něm týmy SS Lazio jakožto vítěz Serie A ze sezony 1999/00 a celek FC Inter Milán, který se ve stejné sezóně stal finalistou italského fotbalového poháru Coppa Italia v sezoně 1999/00 (ve finále podlehl 1:2 a 0:0 právě Laziu).
Zápas se odehrál 8. září 2000 v italském městě Řím na Stadio Olimpico. Zápas vyhrál a podruhé získal tuhle trofej klub SS Lazio.

## Detaily zápasu
| 8. září 2000 21:00 SELČ                                    |        |                                  |                                                              |
| SS Lazio                                                   | 4 – 3  | FC Inter Milán                   | Stadio Olimpico, Řím diváci: 61 446 rozhodčí: Stefano Farina |
| Claudio López 33', 38' Mihajlović 47' (pen.) Stanković 74' | Report | 2' Keane 61' Farinós 75' Vampeta | Stadio Olimpico, Řím diváci: 61 446 rozhodčí: Stefano Farina |

| SS Lazio | FC Inter Milán |

| G                   | 12 | Angelo Peruzzi       |  |     |
| D                   | 2  | Giuseppe Pancaro     |  | 69' |
| D                   | 5  | Alessandro Nesta     |  |     |
| D                   | 6  | Siniša Mihajlović    |  |     |
| D                   | 3  | Giuseppe Favalli     |  |     |
| C                   | 9  | Dejan Stanković      |  | 81' |
| C                   | 8  | Diego Simeone        |  |     |
| C                   | 10 | Juan Sebastián Verón |  |     |
| C                   | 4  | Pavel Nedvěd         |  | 54' |
| A                   | 11 | Hernán Crespo        |  |     |
| A                   | 7  | Claudio López        |  |     |
| Náhradníci:         |    |                      |  |     |
| G                   | 1  | Luca Marchegiani     |  |     |
| D                   | 15 | Francesco Colonnese  |  |     |
| D                   | 18 | Guerino Gottardi     |  | 69' |
| C                   | 13 | Emanuele Pesaresi    |  |     |
| C                   | 16 | Néstor Sensini       |  | 54' |
| C                   | 17 | Attilio Lombardo     |  | 81' |
| A                   | 14 | Simone Inzaghi       |  |     |
| Trenér:             |    |                      |  |     |
| Sven-Göran Eriksson |    |                      |  |     |

| G              | 1  | Marco Ballotta   |  |     |
| D              | 3  | Michele Serena   |  |     |
| D              | 4  | Iván Córdoba     |  |     |
| D              | 2  | Cyril Domoraud   |  |     |
| D              | 6  | Fabio Macellari  |  |     |
| C              | 5  | Vampeta          |  |     |
| C              | 8  | Javier Farinós   |  |     |
| C              | 7  | Vladimir Jugović |  | 60' |
| C              | 10 | Clarence Seedorf |  | 86' |
| A              | 9  | Hakan Şükür      |  |     |
| A              | 11 | Robbie Keane     |  |     |
| Náhradníci:    |    |                  |  |     |
| G              | 12 | Marco Varaldi    |  |     |
| D              | 17 | Riccardo Fissore |  |     |
| D              | 13 | Anther Yahia     |  |     |
| C              | 15 | Benoît Cauet     |  |     |
| C              | 14 | Luigi Di Biagio  |  |     |
| C              | 18 | Sixto Peralta    |  | 60' |
| A              | 16 | Corrado Colombo  |  | 86' |
| Trenér:        |    |                  |  |     |
| Marcello Lippi |    |                  |  |     |